# Bad Feeling (Oompa Loompa)
«Bad Feeling (Oompa Loompa)» — це пісня американського співака Jagwar Twin, що вийшла 2023 року на лейблі Big Loud Rock.

## Про пісню
У пісні використано текст і мелодію з рефрену пісень «Oompa Loompa» з фільму 1971 року «Віллі Вонка та шоколадна фабрика». Продюсерам пісні стали Рой Інгліш та Раян Дейлі, а авторами пісні — Інгліш, Дейлі та Шон Ван Вліт, із посиланням на оригінальних композиторів твору 1971 року.
Попри те, що пісня не пов'язана з фільмом «Вонка», вона була навмисно випущена 15 грудня 2023 року, щоб збігтися з прем'єрою стрічки в США. У заяві про пісню Jagwar Twin назвав її «загорнутим у шоколад нагадуванням про те, що треба довіряти своєму розуму». Журналістка Аманда МакАртур описала пісню як «моторошні звуки, схожі на спотворену колискову», а також «пульсуючий ритм і нав'язливий свист».
Станом на 25 січня 2024 року пісня посіла 24 місце в рейтингу Hot Alternative Songs і 36 місце в чарті Hot Rock & Alternative Songs, опублікованому в часописі Billboard.

## Місця в чартах
| Хіт-парад (2023—2024)                       | Найвища позиція |
| ------------------------------------------- | --------------- |
| US Hot Rock & Alternative Songs (Billboard) | 36              |
| US Pop Airplay (Billboard)                  | 35              |